# Legionella lytica
Espèce
Legionella lytica est une espèce de bactéries gram-négatives de la famille des Legionellaceae.

## Description
Legionella lytica est un bacille à gram-négatif à croissance intracellulaire stricte.

## Taxonomie
Le nom correct complet (avec auteur) de ce taxon est Legionella lytica (Drozanski 1991) Hookey et al. 1996.
Legionella lytica a pour synonyme :
- Sarcobium lyticum Drozanski 1991

### Étymologie
L'étymologie du nom d'espèce de L. lytica est la suivante : ly’ti.ca. N.L. fem. adj. lytica, capable de perdre, capable de dissoudre; du Gr. fem. adj. lytikê, capable de dissoudre.